# Pachysticus crassipes
Pachysticus crassipes là một loài bọ cánh cứng trong họ Cerambycidae.